# Собор Святых Петра и Павла (Луцк)
Собор Святых Апостолов Петра и Павла — действующий римско-католический собор в городе Луцке. Церковь является кафедральным собором Луцкого диоцеза.

## История
Построен в 1616-1639 годах по проекту архитектора Джакомо (Джакобо) Бриано как церковь при монастыре иезуитов. В 1773 году в связи с ликвидацией иезуитского ордена храм и коллегия перешли к комиссии народного образования, а после пожара кафедрального собора в 1781 году по просьбе Луцкого владыки Феликса Турского сюда переносится кафедра католического епископа (статус кафедрального храм получил только в 1787 году). В это время проводятся ремонтно-строительные работы под руководством архитектора Ю. Уминьского, в результате чего фасад и интерьер приобретают новые стилистические черты. Интерьер пышно декорирован лепкой, скульптурой, пилястрами, а также росписями работы Куниц, Вильяни и И. Прхтеля. Под костелом имеются подвалы, расположенные в нескольких уровнях.
В 1948 году собор был закрыт и использовался в качестве склада, с 1970 по 1991 год в нём размещался музей атеизма (филиал Волынского краеведческого музея).
В начале 90-х годов собор был возвращён Католической церкви усилиями католического священника Людвика Камилевского. 29 июня 1991 года Львовский епископ РКЦ Рафал Керницкий заново освятил кафедральный собор.

## Архитектура
Базилика состоит из трех нефов, обходной галереи и двух угловых башен. Главный фасад украшен пятью скульптурами и досками с латинскими надписями. За церковью расположен трехэтажный коллегиум. Наиболее выделяется юго-западный фасад. Его украшают пять массивных ризалитов с треугольными фронтонами и черепичными крышами. У южного угла коллегиума сохранились руины старого замка. Они состоят из части стены и башни Чарторыйского XV века.
Интерьер церкви украшают росписи, эпитафии, памятные доски, старинная мебель, скульптуры, рельефы, монограммы, офорты. Некоторые картины были отреставрированы и встроены в нишу в стене. Старейшие были завершены в XVIII веке. Некоторые из них были перенесены из других церквей. Некоторые картины специально были подготовлены для церкви. Древнейшая — К. Виллани, написанная в 1801 году. На немногочисленных росписях в ризницах изображены католические костелы Луцка: доминиканский, тринитарский, бернардинский и кармелитанский.

## Галерея

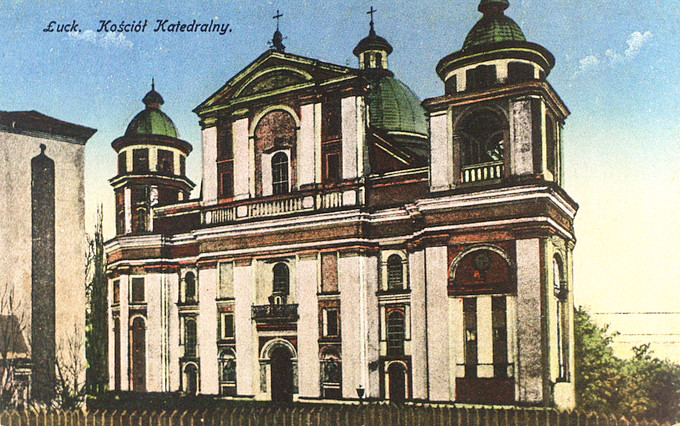
Почтовая открытка нач. XX ст.
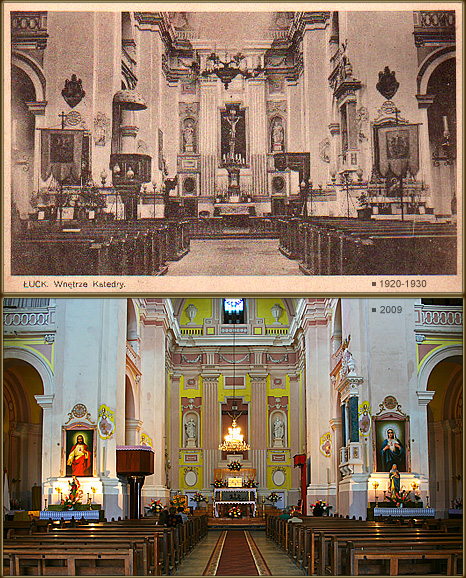
Интерьер
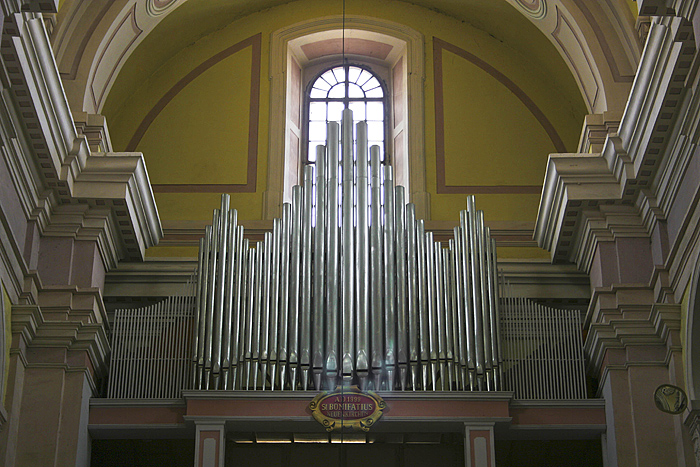
Орган
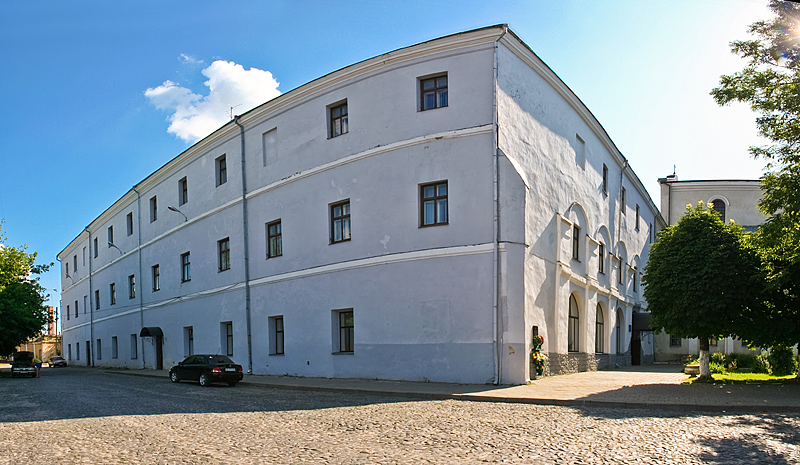
Коллегиум
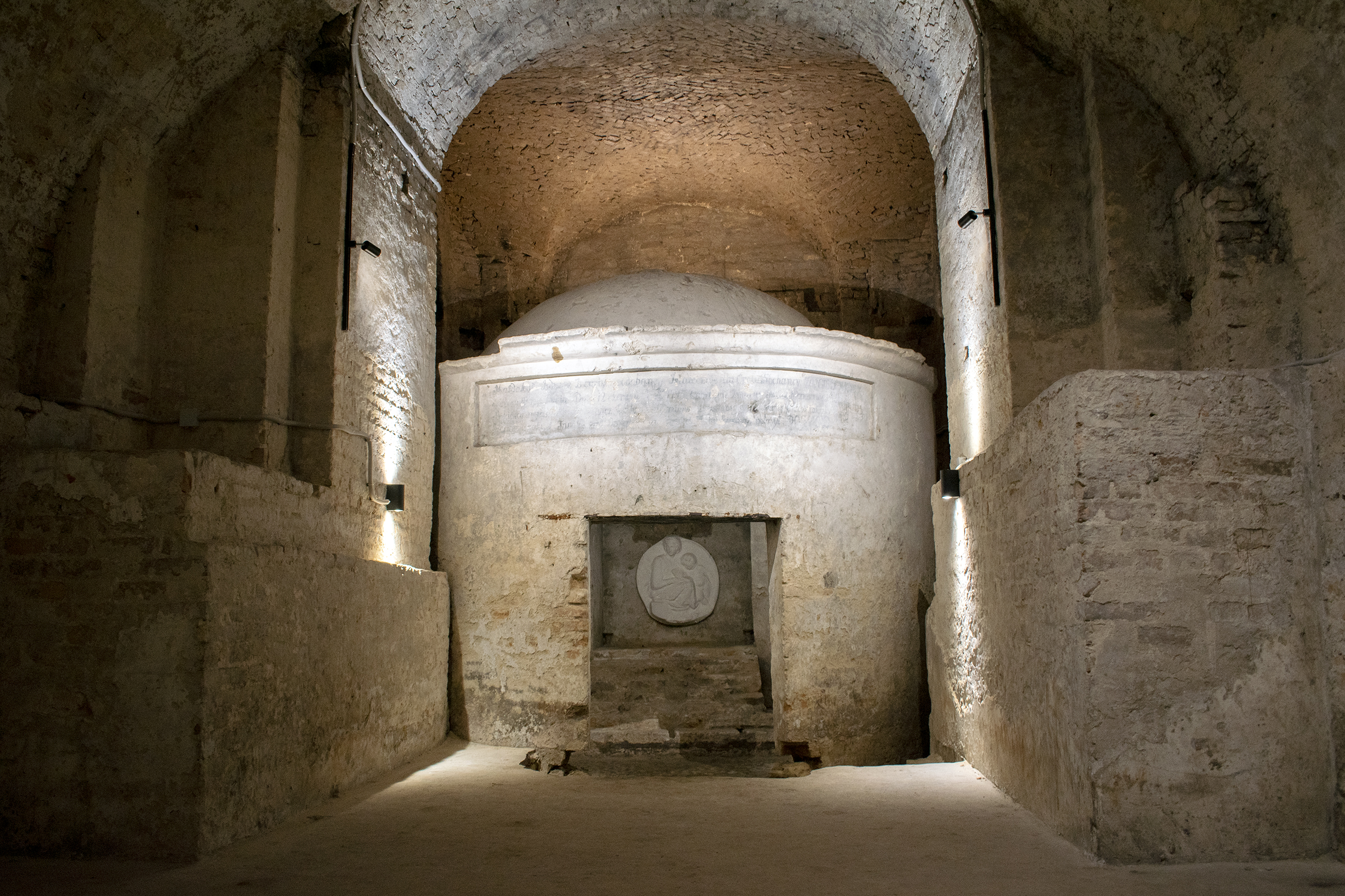
Подземелья